# Vejlevej (Kolding)
 For alternative betydninger, se Vejlevej. (Se også artikler, som begynder med Vejlevej)
Vejlevej i Kolding er en central færdselsvej fra midten af Kolding by, der går mod nord mod Vejle. Karakteristisk for Vejlevej er en stigning på 43 højdemeter fra bunden ved Låsbygade til toppunktet ved Simon Peters Kirke når Islandsvej er passeret på vej op. Stigningen begynder i 13 meters højde og forløber over 1.200 meter til toppunktet på 56 meter. Den gennemsnitlige stigningsprocent er 3,6 pct.
I begyndelsen af 1930erne blev det landsdækkende hovedvejssystem etableret. Hovedvej 10 var den nord-sydgående hovedvej gennem Kolding og den fulgte linjen Vejlevej - Katrinegade - Vesterbrogade - Kralundsgade - Ottosgade - Haderslevvej.